# Place du Coq

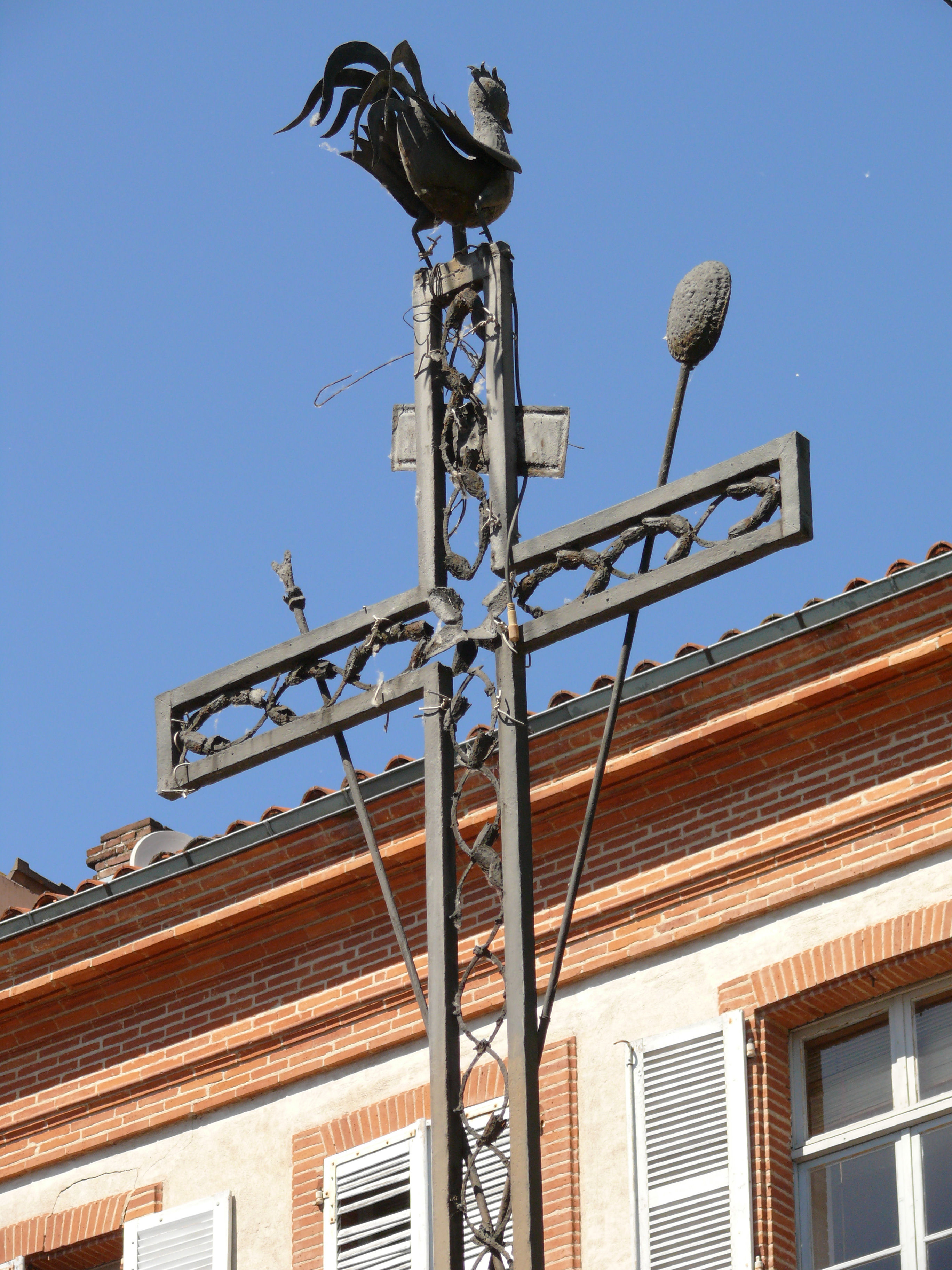
Kruis op de Place du Coq met de haan die het plein zijn naam gaf

De Place du Coq is een plein in het historische centrum van de Franse stad Montauban. Het plein is ontstaan in de 17e eeuw en werd vernoemd naar de haan op het metalen kruis dat centraal op het plein staat.

## Geschiedenis
Het middeleeuwse Montauban binnen zijn stadsmuren was dicht bebouwd met slechts de Place Nationale, het centrale plein, als open plaats. In 1664 werd de Temple Neuf, de protestantse kerk van Montauban, op bevel van koning Lodewijk XIV afgebroken. Het jaar erop werd op de plaats van de afgebroken kerk een groot kruis opgericht als teken van de overwinning van de katholieke godsdienst. De Place du Coq die ontstaan was door de afbraak, vormde een welkom openbaar plein in het stadscentrum. Tussen 1837 en 1839 werd aan de westelijke zijde van het plein een nieuw gerechtsgebouw opgetrokken. In 1910 stortte de bouwvallige Tour Lauthier aan de zuidkant van het plein in. Deze toren was in de 14e eeuw gebouwd als onderdeel van een stadspaleis dat later een hospitaal werd. De Tour Lauthier had bovenaan een grote klok, de Barloque, en deed dienst als belfort van de stad. De toren werd niet herbouwd en hierdoor kon de Rue de l'Horloge die de Place du Coq verbindt met de Rue de l'Hôtel de Ville in het zuiden worden verbreed.

## Beschrijving
De Place du Coq geeft uit op de Rue de la République in het noorden en de Rue de l'Horloge in het zuiden. De Rue de la République, een van de hoofdstraten die van west naar oost de historische binnenstad van Montauban doorkruist, loopt langs de noordkant van het plein. In het westen worden twee zijden van het plein ingenomen door het justitiepaleis en met name de 19e-eeuwse, neoklassieke uitbreiding naar een ontwerp van architect Fragneau. Hierin zetelt de Tribunal de Grande Instance. Op nr 46 staat een mooie 19e-eeuwse gevel met een open zolderverdieping. Op het plein waren verschillende handelszaken en horecagelegenheden, maar in 2024 luidden de overgebleven handelaars van de Place du Coq de alarmbel nadat in korte tijd verschillende zaken de deuren hadden gesloten.

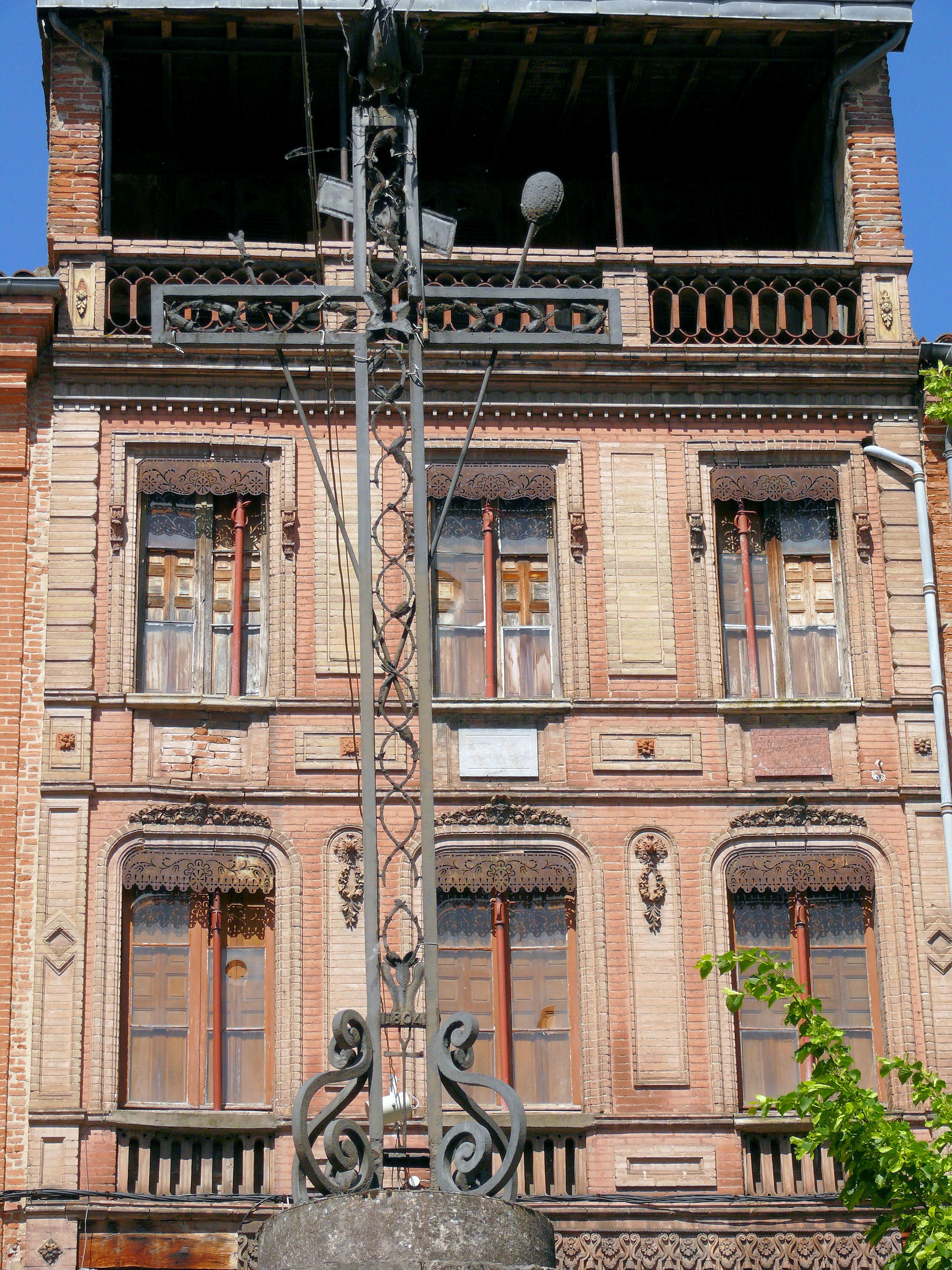
Kruis en huis nr 46
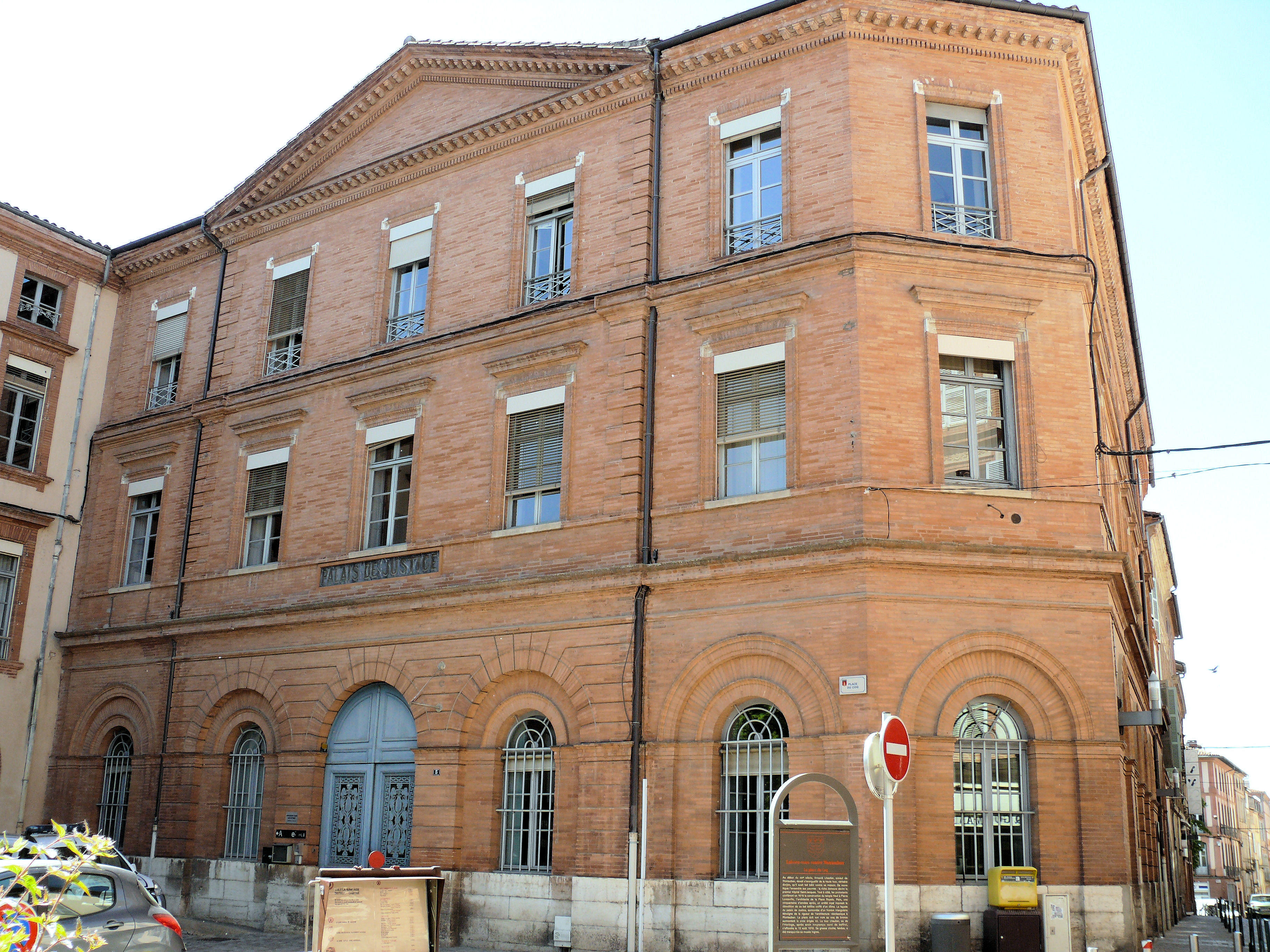
Justitiepaleis